# Atletismo nos Jogos Olímpicos de Verão de 2012 - 200 m feminino
A competição dos 200 metros rasos feminino nos Jogos Olímpicos de Verão de 2012 aconteceu entre os dias 6 e 8 de agosto no Estádio Olímpico de Londres.
Medalhista de prata na prova em Pequim 2008, a estadunidense Allyson Felix conquistou a medalha de ouro com o tempo de 21s88.

## Calendário
Horário local (UTC+1).
| Data        | Horário | Fase            |
| ----------- | ------- | --------------- |
| 6 de agosto | 19:20   | Primeira rodada |
| 7 de agosto | 20:25   | Semifinais      |
| 8 de agosto | 21:00   | Final           |

## Medalhistas
| Ouro   | USA Allyson Felix           |
| Prata  | JAM Shelly-Ann Fraser-Pryce |
| Bronze | USA Carmelita Jeter         |

## Recordes
Antes desta competição, os recordes mundiais e olímpicos da prova eram os seguintes:
| Tipo | Atleta                   | Tempo   | Local | Data                   |
| ---- | ------------------------ | ------- | ----- | ---------------------- |
|      | Florence Griffith-Joyner | 21,34 s | Seul  | 29 de setembro de 1988 |
|      | Florence Griffith-Joyner | 21,34 s | Seul  | 29 de setembro de 1988 |

## Primeira fase

### Bateria 1
| Pos. | Nome                         | CON                          | Tempo           | Notas |
| ---- | ---------------------------- | ---------------------------- | --------------- | ----- |
| 1    | Murielle Ahouré              | CIV Costa do Marfim          | 22.55           | Q     |
| 2    | Aleksandra Fedoriva          | RUS Rússia                   | 22.61           | Q     |
| 3    | Margaret Adeoye              | GBR Grã-Bretanha             | 22.94           | Q,    |
| 4    | Allison Peter                | ISV Ilhas Virgens Americanas | 23.00           | q     |
| 5    | Christy Udoh                 | NGR Nigéria                  | 23.19           |       |
| 6    | Andreea Ogrăzeanu            | ROU Romênia                  | 23.46           |       |
| 7    | Anna Kiełbasińska            | POL Polônia                  | 23.67           |       |
| 8    | Hinikissia Albertine Ndikert | CHA Chade                    | 26.06           |       |
| —    | Marlena Wesh                 | HAI Haiti                    | —               | DNS   |
|      |                              |                              | Vento: +0.5 m/s |       |

### Bateria 2

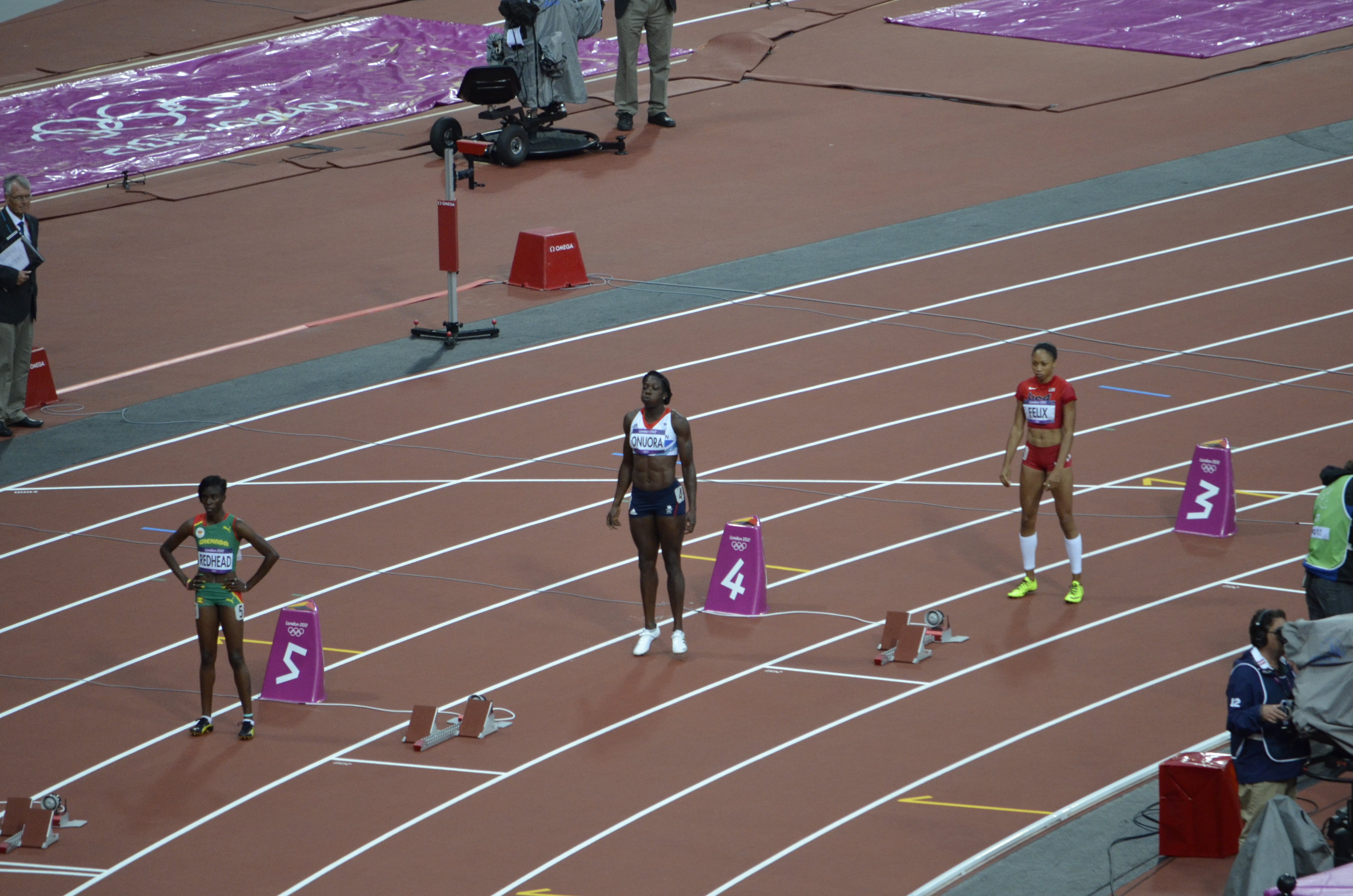
Janelle Redhead, Anyika Onuora e Allyson Felix na segunda bateria da primeira fase.

| Pos. | Nome                     | CON                   | Tempo           | Notas                |
| ---- | ------------------------ | --------------------- | --------------- | -------------------- |
| 1    | Allyson Felix            | USA Estados Unidos    | 22.71           | Q                    |
| 2    | Semoy Hackett            | TRI Trinidad e Tobago | 22.81           | Q                    |
| 3    | Janelle Redhead          | GRN Granada           | 23.08           | Q,                   |
| 4    | Anyika Onuora            | GBR Grã-Bretanha      | 23.23           |                      |
| 5    | Elizabeta Savlinis       | RUS Rússia            | 23.23           |                      |
| 6    | Gloria Hooper            | ITA Itália            | 23.25           |                      |
| 7    | Debbie Ferguson-McKenzie | BAH Bahamas           | 23.49           |                      |
| 8    | Vida Anim                | GHA Gana              | 23.71           | Recorde da temporada |
| 9    | Ndeye Fatou Soumah       | SEN Senegal           | 23.89           |                      |
|      |                          |                       | Vento: +1.2 m/s |                      |

### Bateria 3
| Pos. | Nome               | CON                | Tempo           | Notas |
| ---- | ------------------ | ------------------ | --------------- | ----- |
| 1    | Carmelita Jeter    | USA Estados Unidos | 22.65           | Q     |
| 2    | Abiodun Oyepitan   | GBR Grã-Bretanha   | 22.92           | Q     |
| 3    | Sherone Simpson    | JAM Jamaica        | 22.97           | Q     |
| 4    | Maria Belibasaki   | GRE Grécia         | 23.36           |       |
| 5    | Ana Cláudia Lemos  | BRA Brasil         | 23.40           |       |
| 6    | Gloria Asumnu      | NGR Nigéria        | 23.43           |       |
| 7    | Chisato Fukushima  | JPN Japão          | 24.14           |       |
| 8    | Gretta Taslakian   | LIB Líbano         | 24.49           |       |
| —    | Cydonie Mothersill | CAY Ilhas Cayman   | —               | DNS   |
|      |                    |                    | Vento: +0.7 m/s |       |

### Bateria 4
| Pos. | Nome                   | CON                          | Tempo           | Notas                |
| ---- | ---------------------- | ---------------------------- | --------------- | -------------------- |
| 1    | Sanya Richards-Ross    | USA Estados Unidos           | 22.48           | Q                    |
| 2    | LaVerne Jones-Ferrette | ISV Ilhas Virgens Americanas | 22.64           | Q,                   |
| 3    | Hrystyna Stuy          | UKR Ucrânia                  | 22.66           | Q,                   |
| 4    | Kai Selvon             | TRI Trinidad e Tobago        | 22.85           | q,                   |
| 5    | Ivet Lalova            | BUL Bulgária                 | 23.01           | q,                   |
| 6    | Eleni Artymata         | CYP Chipre                   | 23.09           | q,                   |
| 7    | Norma González         | COL Colômbia                 | 23.46           | Recorde da temporada |
| 8    | Nercely Soto           | VEN Venezuela                | 23.54           |                      |
| 9    | Vladislava Ovcharenko  | TJK Tajiquistão              | 24.39           |                      |
|      |                        |                              | Vento: +0.3 m/s |                      |

### Bateria 5
| Pos. | Nome                    | CON          | Tempo           | Notas |
| ---- | ----------------------- | ------------ | --------------- | ----- |
| 1    | Mariya Ryemyen          | UKR Ucrânia  | 22.58           | Q,    |
| 2    | Myriam Soumaré          | FRA França   | 22.70           | Q,    |
| 3    | Veronica Campbell-Brown | JAM Jamaica  | 22.75           | Q     |
| 4    | Léa Sprunger            | SUI Suíça    | 23.27           |       |
| 5    | Ezinne Okparaebo        | NOR Noruega  | 23.30           | =     |
| 6    | Natalia Rusakova        | RUS Rússia   | 23.40           |       |
| 7    | Erika Chávez            | ECU Equador  | 23.70           |       |
| 8    | Kirsten Nieuwendam      | SUR Suriname | 24.07           |       |
| 9    | Chan Seyha              | CAM Camboja  | 26.62           |       |
|      |                         |              | Vento: +1.3 m/s |       |

### Bateria 6
| Pos. | Nome                    | CON                      | Tempo           | Notas                |
| ---- | ----------------------- | ------------------------ | --------------- | -------------------- |
| 1    | Shelly-Ann Fraser-Pryce | JAM Jamaica              | 22.71           | Q                    |
| 2    | Anthonique Strachan     | BAH Bahamas              | 22.75           | Q                    |
| 3    | Elyzaveta Bryzgina      | UKR Ucrânia              | 22.82           | Q                    |
| 4    | Evelyn dos Santos       | BRA Brasil               | 23.07           | q                    |
| 5    | Crystal Emmanuel        | CAN Canadá               | 23.10           | q,                   |
| 6    | Marielis Sánchez        | DOM República Dominicana | 23.20           | Recorde da temporada |
| 7    | Viktoriya Zyabkina      | KAZ Cazaquistão          | 23.49           |                      |
| 8    | Nelkis Casabona         | CUB Cuba                 | 23.82           |                      |
| 9    | Luan Gabriel            | DMA Dominica             | 24.12           |                      |
|      |                         |                          | Vento: +0.8 m/s |                      |

## Semifinais

### Bateria 1
| Pos. | Nome                    | CON                          | Tempo           | Notas                |
| ---- | ----------------------- | ---------------------------- | --------------- | -------------------- |
| 1    | Veronica Campbell-Brown | JAM Jamaica                  | 22.32           | Q,                   |
| 2    | Carmelita Jeter         | USA Estados Unidos           | 22.39           | Q                    |
| 3    | Myriam Soumaré          | FRA França                   | 22.56           | q,                   |
| 4    | Mariya Ryemyen          | UKR Ucrânia                  | 22.62           |                      |
| 5    | Anthonique Strachan     | BAH Bahamas                  | 22.82           |                      |
| 6    | Ivet Lalova             | BUL Bulgária                 | 22.98           | Recorde da temporada |
| 7    | Margaret Adeoye         | GBR Grã-Bretanha             | 23.28           |                      |
| 8    | Allison Peter           | ISV Ilhas Virgens Americanas | 23.35           |                      |
|      |                         |                              | Vento: +1.0 m/s |                      |

### Bateria 2
| Pos. | Nome                   | CON                          | Tempo           | Notas                |
| ---- | ---------------------- | ---------------------------- | --------------- | -------------------- |
| 1    | Allyson Felix          | USA Estados Unidos           | 22.31           | Q                    |
| 2    | Murielle Ahouré        | CIV Costa do Marfim          | 22.49           | Q                    |
| 3    | Semoy Hackett          | TRI Trinidad e Tobago        | 22.55           | q, =                 |
| 4    | Laverne Jones-Ferrette | ISV Ilhas Virgens Americanas | 22.62           | Recorde da temporada |
| 5    | Elyzaveta Bryzgina     | UKR Ucrânia                  | 22.64           | Recorde da temporada |
| 6    | Sherone Simpson        | JAM Jamaica                  | 22.71           |                      |
| 7    | Evelyn dos Santos      | BRA Brasil                   | 22.82           | Recorde pessoal      |
| 8    | Eleni Artymata         | CYP Chipre                   | 22.92           | Recorde da temporada |
|      |                        |                              | Vento: +1.0 m/s |                      |

### Bateria 3
| Pos. | Nome                    | CON                   | Tempo           | Notas |
| ---- | ----------------------- | --------------------- | --------------- | ----- |
| 1    | Sanya Richards-Ross     | USA Estados Unidos    | 22.30           | Q     |
| 2    | Shelly-Ann Fraser-Pryce | JAM Jamaica           | 22.34           | Q     |
| 3    | Aleksandra Fedoriva     | RUS Rússia            | 22.65           |       |
| 4    | Hrystyna Stuy           | UKR Ucrânia           | 22.76           |       |
| 5    | Kai Selvon              | TRI Trinidad e Tobago | 23.04           |       |
| 6    | Abiodun Oyepitan        | GBR Grã-Bretanha      | 23.14           |       |
| 7    | Crystal Emmanuel        | CAN Canadá            | 23.28           |       |
| 8    | Janelle Redhead         | GRN Granada           | 23.51           |       |
|      |                         |                       | Vento: +0.8 m/s |       |

## Final
| Pos.              | Raia | Nome                    | CON                   | Reação          | Tempo | Notas           |
| ----------------- | ---- | ----------------------- | --------------------- | --------------- | ----- | --------------- |
| Medalha de ouro   | 7    | Allyson Felix           | USA Estados Unidos    | 0.174           | 21.88 |                 |
| Medalha de prata  | 4    | Shelly-Ann Fraser-Pryce | JAM Jamaica           | 0.169           | 22.09 | Recorde pessoal |
| Medalha de bronze | 9    | Carmelita Jeter         | USA Estados Unidos    | 0.167           | 22.14 |                 |
| 4                 | 5    | Veronica Campbell-Brown | JAM Jamaica           | 0.176           | 22.38 |                 |
| 5                 | 6    | Sanya Richards-Ross     | USA Estados Unidos    | 0.171           | 22.39 |                 |
| 6                 | 8    | Murielle Ahouré         | CIV Costa do Marfim   | 0.161           | 22.57 |                 |
| 7                 | 2    | Myriam Soumaré          | FRA França            | 0.157           | 22.63 |                 |
| 8                 | 3    | Semoy Hackett           | TRI Trinidad e Tobago | 0.150           | 22.87 |                 |
|                   |      |                         |                       | Vento: –0.2 m/s |       |                 |

Legenda
| Recorde mundial      | Recorde mundial (World record)               |                       | Recorde africano                      | Recorde africano (African) |                                           | Q | Classificado por posição (Qualified) |
| Recorde olímpico     | Recorde olímpico (Olympic record)            | Recorde da América    | Recorde da América (Americas)         | q                          | Classificado por melhor tempo (Qualified) |   |                                      |
| Melhor marca do ano  | Melhor marca do ano (World leading)          | Recorde asiático      | Recorde asiático (Asian)              | DNS                        | Não largou (Did not start)                |   |                                      |
| Recorde nacional     | Recorde nacional (National record)           | Recorde europeu       | Recorde europeu (European)            | DNF                        | Não terminou (Did not finish)             |   |                                      |
| Recorde pessoal      | Recorde pessoal do atleta (Personal best)    | Recorde da Oceania    | Recorde da Oceania (Oceania)          | DSQ / DQ                   | Desclassificado (Disqualified)            |   |                                      |
| Recorde da temporada | Recorde da temporada do atleta (Season best) | Recorde sul-americano | Recorde sul-americano (South America) | NM                         | Sem marca (No mark)                       |   |                                      |